# Pingshan (Shijiazhuang)
Pingshan léase Ping-Shán (en chino simplificado, 平山县; pinyin, Píngshān xiàn, lit: montaña plana) es un condado bajo la administración directa de la ciudad-prefectura de Shijiazhuang. Se ubica en la provincia de Hebei, este de la República Popular China. Su área es de 2648 km² y su población total para 2010 fue más de 400 mil habitantes.

## Administración
El condado de Pingshan se divide en 23 pueblos que se administran en 12 poblados y 11 villas.